# Roberta Bondar
Roberta Lynn Bondar (ur. 4 grudnia 1945 w Sault Ste. Marie) – kanadyjska astronautka, neurolożka, naukowczyni, fotografka. Pierwsza kanadyjska astronautka w kosmosie. Uhonorowana licznymi odznaczeniami, między innymi Orderem Kanady, Order of Ontario, NASA Space Flight Medal, członkini Kanadyjskiego Towarzystwa Królewskiego.

## Młodość i wykształcenie
Roberta Bondar urodziła się w Sault Ste. Marie w prowincji Ontario, w Kanadzie. Rodzina od strony ojca jest pochodzenia ukraińskiego, ze strony matki – brytyjskiego. W Sault Ste. Marie ukończyła szkołę podstawową i średnią. W 1968 roku otrzymała licencjat w dziedzinie nauk w zakresie zoologii i rolnictwa na Uniwersytecie w Guelph, tytuł magistra nauk patologii eksperymentalnej Uniwersytetu w Zachodnim Ontario w 1971, doktorat w dziedzinie neurobiologii Uniwersytetu w Toronto w 1974 roku oraz tytuł doktora nauk medycznych na uniwersytecie w McMaster w 1977 roku. W roku 1981 była stypendystką kanadyjskiego Royal College of Physicians and Surgeons z zakresu neurologii. Posiada certyfikat nurka i spadochroniarza.

## Kariera badawcza
W grudniu 1983 roku Roberta Bondar została zakwalifikowana do kanadyjskiego programu kosmicznego.
Wzięła udział w misji NASA STS-42 wahadłowca Discovery, która trwała od 22 do 30 stycznia 1992. W jej trakcie prowadzono badania nad adaptacją systemu nerwowego człowieka do niskiego poziomu grawitacji i analizę nad działaniem mikrograwitacji na takie organizmy jak jajka krewetek, muszek owocówek i bakterie.
We wrześniu 1992 roku opuściła Kanadyjską Agencję Kosmiczną, by kontynuować działalność naukową.
Roberta Bondar jest również uznaną fotografką, specjalizującą się w fotografii przyrody, autorką między innymi albumu poświęconego parkom narodowym Kanady (Passionate Vision, 2000).
W latach 2003–2009 była rektorką Uniwersytet Trent w regionie Durham.

## Odznaczenia
- Companion Orderu Kanady – nadanie 2018, wręczenie (inwestytura) 2019[6]
- Officer Orderu Kanady – 1992[6]
- Order of Ontario(inne języki)
- Medal Złotego Jubileuszu Królowej Elżbiety II (odmiana kanadyjska) – 2002[7]
- Medal Diamentowego Jubileuszu Królowej Elżbiety II (odmiana kanadyjska) – 2012[8]
- Medal Koronacyjny Króla Karola III (odmiana kanadyjska) – 2025[9]
- NASA Space Flight Medal – Stany Zjednoczone
- Universal Astronaut Insignia za lot orbitalny (nr 264) – Stowarzyszenie Uczestników Lotów Kosmicznych (Association of Space Explorers(inne języki))[10]